# W.W.W.D認定世界タッグ王座
W.W.W.D世界タッグ王座（ダブリュー・ダブリュー・ダブリュー・ディーせかいタッグおうざ）は、ワールド女子プロレス・ディアナが管理、認定している王座。「W.W.W.D」は「World Women Wrestling Diana」の略。

## 歴史
2012年12月15日、W.W.W.Dクイーンチャンピオンズを創設。
2013年1月28日、ワールド女子プロレス・ディアナ北沢タウンホール大会で行われた初代王座決定タッグトーナメントに優勝した伊藤薫&渡辺智子組が初代王者になった。5月25日、名称をW.W.W.D世界タッグ王座に変更。

## 歴代王者
| 歴代   | タッグチーム                                         | 戴冠回数 | 防衛回数 | 獲得日付       | 獲得場所 （対戦相手・その他）                                    |
| ------ | ---------------------------------------------------- | -------- | -------- | -------------- | ---------------------------------------------------------------- |
| 初代   | 伊藤薫&渡辺智子                                      | 1        | 0        | 2013年1月28日  | 北沢タウンホール 井上京子&Sareee                                 |
| 第2代  | 堀田祐美子&青野敬子                                  | 1        | 2        | 2013年4月29日  | 川崎市体育館                                                     |
| 第3代  | 井上京子&渡辺智子                                    | 1        | 4        | 2013年12月15日 | 新宿FACE                                                         |
| 第4代  | KAORU&下田美馬                                       | 1        | 0        | 2014年10月26日 | ラゾーナ川崎プラザソル                                           |
| 第5代  | ジャガー横田&Sareee                                  | 1        | 2        | 2014年12月23日 | 川崎市体育館 2015年7月12日に仲間割れのため返上                   |
| 第6代  | 井上京子&堀田祐美子                                  | 1        | 0        | 2015年8月16日  | 新宿FACE 豊田真奈美&下田美馬 2015年8月16日に仲間割れのため返上   |
| 第7代  | 十文字姉妹 （DASH・チサコ&仙台幸子）                 | 1        | 0        | 2015年9月16日  | 新宿FACE Sareee&田中盟子 2016年2月28日に仙台幸子が引退のため返上 |
| 第8代  | 永島千佳世&藪下めぐみ                                | 1        | 1        | 2016年9月19日  | 新木場1stRING 井上京子&青野敬子                                  |
| 第9代  | 井上京子&伊藤薫                                      | 1        | 0        | 2017年6月25日  | 南陽市民体育館サブアリーナ                                       |
| 第10代 | 堀田祐美子&井上貴子                                  | 1        | 1        | 2017年12月8日  | 新宿FACE                                                         |
| 第11代 | ジャガー横田&佐藤綾子                                | 1        | 1        | 2018年7月22日  | カルッツかわさき                                                 |
| 第12代 | 伊藤薫&渡辺智子                                      | 2        | 3        | 2019年4月6日   | カルッツかわさき                                                 |
| 第13代 | ルミナス （高瀬みゆき&梅咲遥）                       | 1        | 1        | 2020年8月30日  | 新木場1stRING                                                    |
| 第14代 | 3A （笹村あやめ&進垣リナ）                           | 1        | 2        | 2021年1月31日  | 176BOX                                                           |
| 第15代 | ルミナス （高瀬みゆき&梅咲遥）                       | 2        | 2        | 2021年4月18日  | カルッツかわさき                                                 |
| 第16代 | ハラスメント （旧姓・広田さくら&桜花由美）           | 1        | 0        | 2022年3月13日  | 176BOX                                                           |
| 第17代 | ルミナス （高瀬みゆき&梅咲遥）                       | 3        | 3        | 2022年3月13日  | 176BOX                                                           |
| 第18代 | 米山香織&小林香萌                                    | 1        | 0        | 2023年3月19日  | 176BOX                                                           |
| 第19代 | SPiCEAP （本間多恵&尾崎妹加）                        | 1        | 1        | 2023年3月29日  | 新木場1stRING                                                    |
| 第20代 | 綾華 （佐藤綾子&中森華子）                           | 1        | 1        | 2023年6月18日  | 南陽市文化会館                                                   |
| 第21代 | W井上 （井上京子&井上貴子）                          | 1        | 0        | 2023年10月8日  | 後楽園ホール                                                     |
| 第22代 | 綾華 （佐藤綾子&中森華子）                           | 2        | 3        | 2024年3月10日  | POST DI AMISTAD                                                  |
| 第23代 | にじゅうまる （羽多乃ナナミ&網倉理奈）               | 1        | 1        | 2025年4月6日   | POST DI AMISTAD 3WAYタッグ形式で もう一組は宮崎有妃＆櫻井裕子    |
| 第24代 | カフェイン＆クラッシュ （佐藤綾子&デビー・カイテル） | 1        |          | 2025年7月27日  | POST DI AMISTAD                                                  |